# Bernhard af Clairvaux
Bernhard af Clairvaux (født ca. 1090, død 20. august 1153) var en munk af burgundisk aristokratisk slægt. Han blev munk i Citeaux i 1112 og i 1115 abbed for det nyanlagte kloster i Clairvaux i Frankrig, hvor han levede til sin død. Klosteret blev udgangspunkt for Cistercienserordenen, der spredte sig i hele Nordeuropa, bl.a. til Danmark og til Portugal. 

## Bernhards mystik
For Bernhard skal livet afspejle det guddommelige, og mennesket skal selv skabe sin egen forbindelse til Gud ved at leve sit liv i overensstemmelse med Bibelen. De hellige skrifter er et middel for mennesket til at slippe af med den synd, der er i den menneskelige natur. Den fysiske placering af det mystiske ritual her på Jorden er vigtig. Steder, hvor forbindelsen til Gud er stærk, er der bedre mulighed for at modtage nåden, og derfor lægger Bernhard vægt på disciplinering af kroppen gennem en munkeordens regler for sammen med de andre munke at skabe de rette betingelser på Jorden.

## Politisk indflydelse
Bernhard af Clairvaux opildnede i Vézelay i 1146 kongerne og masserne til at indlede det andet korstog ved at opfordre til kamp i Det Hellige Land.
Bernhard var involveret i filosofiske diskussioner med flere lærde som lå i strid med Peter Abelard.
Han blev kanoniseret i 1174. Navnedag 20. august.